# Galaxy Legend
「Galaxy Legend/Ladybug」（ギャラクシー・レジェンド／レイディバグ）は、日本の女性歌手上原多香子の10枚目のシングル。

## 解説
- 2004年10月20日にSONIC GROOVEよりリリースされた。
- 「Galaxy Legend」
  - アニメ『宇宙交響詩メーテル 銀河鉄道999外伝』エンディングテーマ
  - 作曲に葉加瀬太郎が、編曲に野崎良太（Jazztronik）が参加した。葉加瀬のアルバム『Endless Violin』の収録曲「冷静と情熱のあいだ」とメロディが似ている。
  - ドラマ『君が想い出になる前に』に上原がゲスト出演した際、出演シーンで数秒オンエアされた。
- 「Ladybug」
  - 佐川急便「飛脚クール便」TVCMソング（本人出演）
  - BONNIE PINKが作詞作曲を担当した。上原たっての希望で提供の依頼を出したという。ちなみにBONNIE PINKにとって初の楽曲提供となった。
- もともと「Galaxy Legend」をA面としてリリースする予定だったが、急遽両A面でのリリースに変更された。そのため所属事務所のディスコグラフィーに掲載されているジャケット写真には「Ladybug」の表記がない。
- 初回生産分は『銀河鉄道999』のイラストを用いた巻き帯ステッカー仕様になっている。
- この作品以降、上原はシングルのリリースがない。

## 収録曲
| # | タイトル                    | 作詞        | 作曲        | 編曲                 |
| --- | --------------------------- | ----------- | ----------- | -------------------- |
| 1 | Galaxy Legend               | 松井五郎    | 葉加瀬太郎  | 葉加瀬太郎、野崎良太 |
| 2 | Ladybug                     | BONNIE PINK | BONNIE PINK | Jens Lindgård        |
| 3 | Galaxy Legend(Instrumental) | -           | 葉加瀬太郎  | 葉加瀬太郎、野崎良太 |
| 4 | Ladybug(Instrumental)       | -           | BONNIE PINK | Jens Lindgård        |
| タイアップ |                             |             |             |                      |
| Galaxy Legend *TVアニメ『宇宙交響詩メーテル 銀河鉄道999外伝』エンディングテーマ Ladybug *佐川急便「飛脚クール便」TVCMソング |                             |             |             |                      |

## 商品規格
- セル用:AVCD-16052 (CD-DA) ￥1,050
- レンタル用:AVCX-16052 (CCCD)

## その他の収録作品
Galaxy Legend
- ベストアルバム『départ〜takako uehara single collection〜』 (CD, DVD)
- サウンドトラック『Der Wunder〜葉加瀬太郎 meets 松本零士〜』（テレビサイズバージョン）

Ladybug
- ベストアルバム『départ〜takako uehara single collection〜』 (CD)